# Dorian Electra
Dorian Electra Fridkin Gomberg (Houston, 25 de junho de 1992) é artista de canto e composição estadunidense. Seu primeiro álbum de estúdio, Flamboyant, foi lançado em 2019, seguido por seu segundo álbum de estúdio, My Agenda, em 2020. Electra é notável por sua moda inconformista, estética queer e som de  pop experimental. Electra tem gênero fluido e usa o pronome neutro they singular.

## Vida pregressa
O pai de Electra é Paul Gomberg (conhecido como "o Corretor de Imóveis Rockstar" em Houston, TX), originalmente de Beverly Hills. A mãe de Electra é a artista e designer de joias Paula Fridkin. Electra se formou na School of the Woods [en], uma escola de Montessori em Houston, Texas. Electra fundou o clube de filosofia da escola. Electra frequentou então o Shimer College, uma escola de livros clássicos em Chicago, Illinois, de 2010 a 2014.

## Carreira
Electra chamou a atenção nacional pela primeira vez em 2010 com o videoclipe "I'm in Love with Friedrich Hayek", que elogiou a filosofia do economista austríaco Friedrich Hayek e recebeu comentários do professor de teoria austríaca moderna Steven Horwitz.
Em 2011, Electra lançou mais dois vídeos, "Roll with the Flow" e "We Got it 4 Cheap". Ambos foram cobertos pela grande mídia política. "We Got it 4 Cheap" ficou em segundo lugar no "Concurso de Vídeo de Oferta e Demanda" do Lloyd V. Hackley Endowment.
Em 2012, estagiou na produtora Emergent Order. A Emergent Order já havia publicado "Fear the Boom and Bust", um vídeo semelhante de rap do Hayek.
Electra então produziu um novo vídeo pop de orientação econômica semelhante, "FA$T CA$H", com o apoio de um prêmio do Moving Picture Institute.
Em setembro de 2012, Electra lançou o videoclipe "Party Milk", que eles descrevem como uma tentativa de fundir o simbolismo comum da cena festiva com 'algo' que alguém nunca associaria a uma festa, mas que todos estão familiarizados em outro contexto.
Em 2014, Electra (como Dorian Electra & The Electrodes ) lançou um videoclipe chamado "What Mary Didn't Know", baseado no experimento de pensamento filosófico de mesmo nome de Frank Jackson (de 1986).
2015 viu o lançamento do vídeo de Electra "Forever Young: A Love Song to Ray Kurzweil", uma homenagem ao futurista Ray Kurzweil. Em 2016, Electra lançou "Ode ao Clitóris" na Refinery29, detalhando a história científica do clitóris, desde a Grécia Antiga até os modelos 3D modernos. Em uma entrevista, Electra afirmou que era para "...dessensibilizar as pessoas para a palavra CLITORIS e ajudar a trazê-lo mais para a consciência popular." Em junho de 2016, a Electra lançou "Mind Body Problem" pela Bullett Media, uma música e um vídeo "... sobre a feminilidade como uma performance—quando ser uma 'mulher' é como vestir uma fantasia e a fantasia não parece combinar com o roupas". Electra também estava criando uma websérie, na época, sob o personagem drag king 'Dog Bogman', um vendedor de carros usados.
Electra continuou sua série de videoclipes, via Refinery29, sobre feminismo interseccional e histórias queer com "The History of Vibrators" (2016), "Dark History of High Heels" (2016), "2000 Years of Drag" (2016), e "Controle" (2017). Esses vídeos focaram nas histórias de questões feministas e queer interseccionais, colaborando com muitos artistas, incluindo Imp Queen, London Jade, The Vixen, Lucy Stoole, Eva Young, Zuri Marley, K Rizz e Chynna.
Em 2017, Electra lançou o single "Jackpot" através da publicação digital Into More do Grindr, uma música que "aborda a fluidez de gênero, mas de uma forma mais sutil e menos explicitamente educacional". Mais tarde naquele ano, Electra participou da faixa "Femmebot" de Charli XCX, com Mykki Blanco, na mixtape Pop 2.

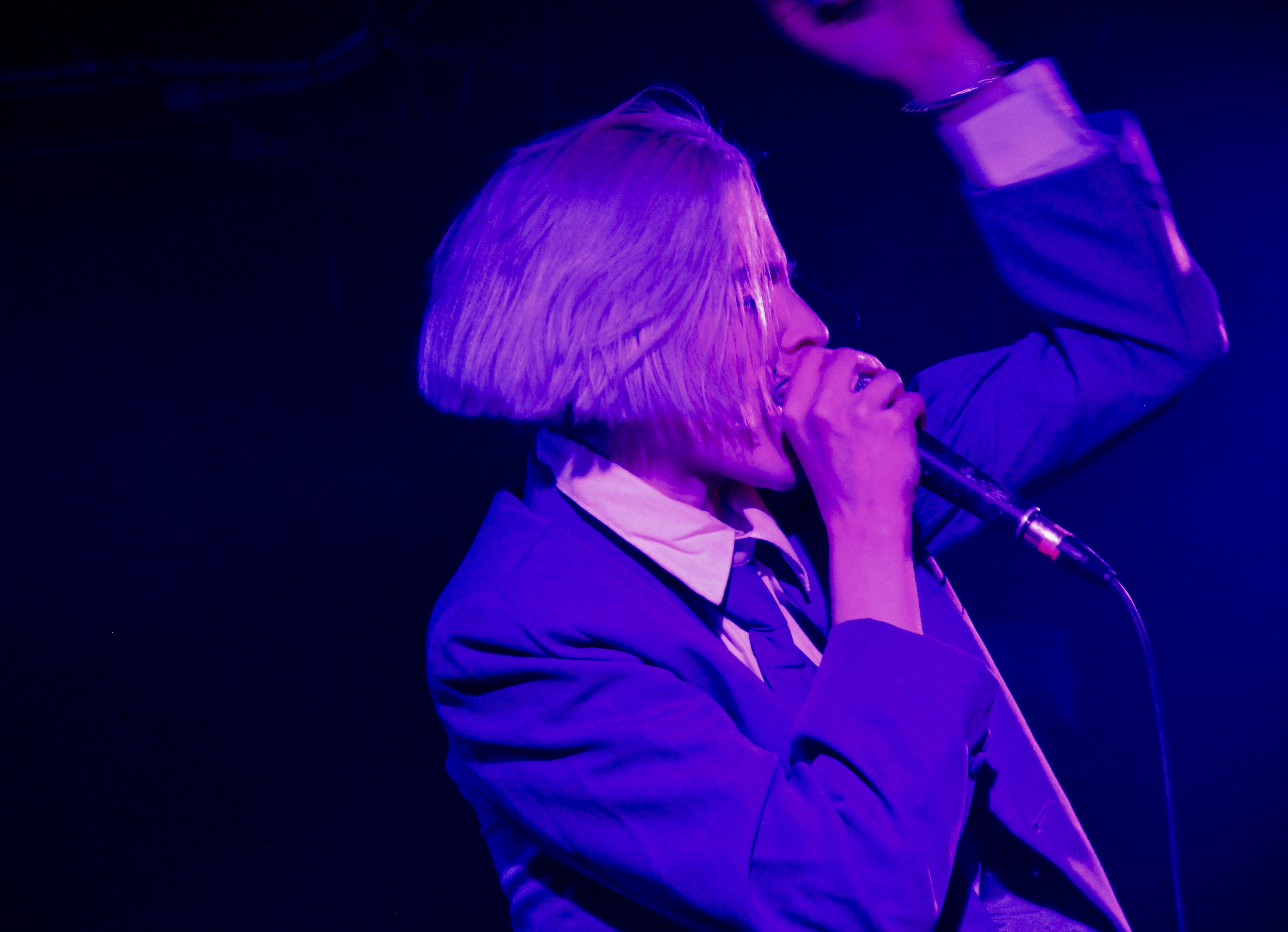
Electra se apresentando em 2018

Em 2018, Electra lançou três novas faixas, "Career Boy", "VIP" e "Man to Man". O frequente colaborador criativo de Electra, Weston Allen, co-dirigiu e editou esta série de videoclipes.
Em 2019, Electra lançou seu álbum de estreia, Flamboyant. Em agosto de 2019, Electra embarcou na Flamboyant: Chapter I Tour, que durou até novembro de 2019. Electra começou a segunda etapa, Flamboyant: Capítulo II, no início de 2020. Porém, em março do mesmo ano, as demais datas da turnê foram adiadas devido às restrições do COVID-19.
Em 2020, Electra lançou o single "Thirsty (For Love)", uma colaboração com fãs. Eles também lançaram uma versão deluxe de "Flamboyant" no final daquele ano. Em seguida, lançaram os singles "Sorry Bro (I Love You)", "Give Great Thanks", "Gentleman" e "M'Lady".
Em 21 de setembro de 2020, Electra anunciou seu projeto My Agenda, contando com participações de Rebecca Black, Sega Bodega, Lil Mariko, Mood Killer, Faris Badwan, Pussy Riot, Village People e Dylan Brady, entre outros. O projeto foi lançado em 16 de outubro de 2020 e é descrito como explorando a “crise da masculinidade”. O projeto satírico tinha recursos visuais parodiando subculturas conservadoras online, apresentando teorias da conspiração da direita alternativa, machos alfa e incels vestindo chapéus de feltro.

## Vida pessoal
Electra é queer e gênero-fluido, e usa o pronome pessoal they singular. Recebeu diagnóstico de transtorno do déficit de atenção e hiperatividade. Electra é judeu.